# Giulio Cesare Procaccini

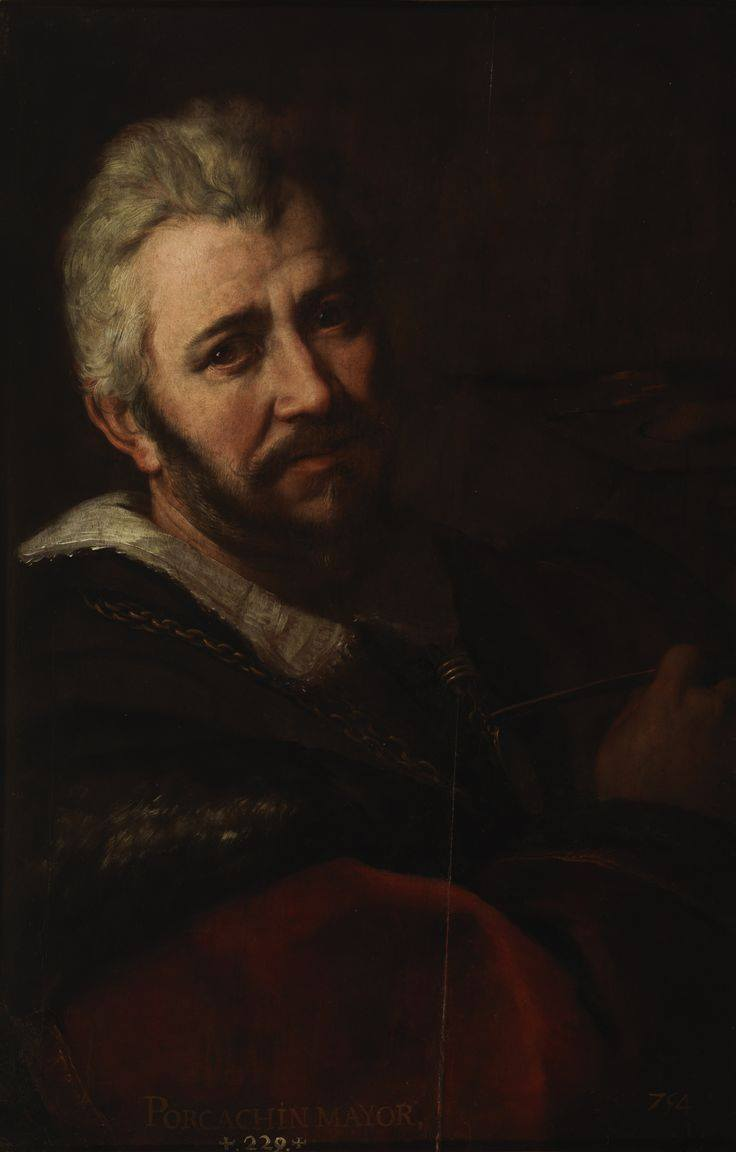
Autorretrato, Museu Cerralbo, Madri.

Giulio Cesare Procaccini (1574–1625) foi um pintor e escultor italiano do início do barroco em Milão.
Nascido em Bolonha era filho do pintor maneirista Ercole Procaccini, o Velho e irmão de Camillo Procaccini e Carlo Antonio Procaccini. A família mudou-se para Milão por volta de 1585 com a ajuda do rico colecionador de arte Pirro Visconti.
Começou como escultor na Catedral de Milão e na igreja milanesa de Santa Maria presso San Celso. Em 1610 pintou seis dos Quadroni, grandes telas celebrando São Carlos Borromeu.
Trabalhou com Giovanni Battista Crespi (il Cerano) e Pier Francesco Mazzucchelli (il Morazzone) seguindo as indicações do Cardeal Federico Borromeo, patrono das artes e primo de Carlos Borromeu. O pintor flamengo Jan Brueghel, que nessa época também trabalhava para o cardeal Borromeo, pertence às coleções do Museu do Prado e provém da coleção real espanhola. Também pintou pequenas telas religiosas para famílias ricas, em Milão e em Gênova, onde viu as obras de Rubens.
Seu estilo mostra a influência do maneirismo bolonhês e do colorismo veneziano e marca o início do Barroco.

## Galeria

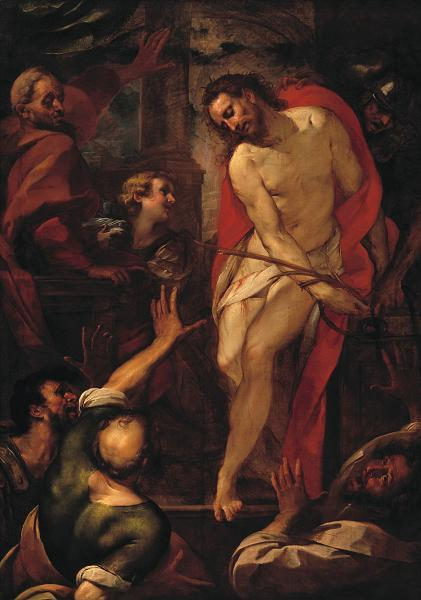
Ecce Homo, 1615–1620, Dallas Museum of Art
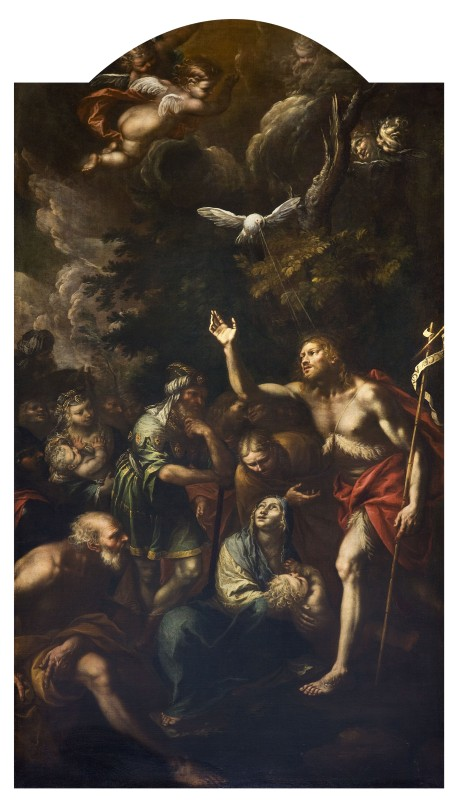
Predica di San Giovanni Battista
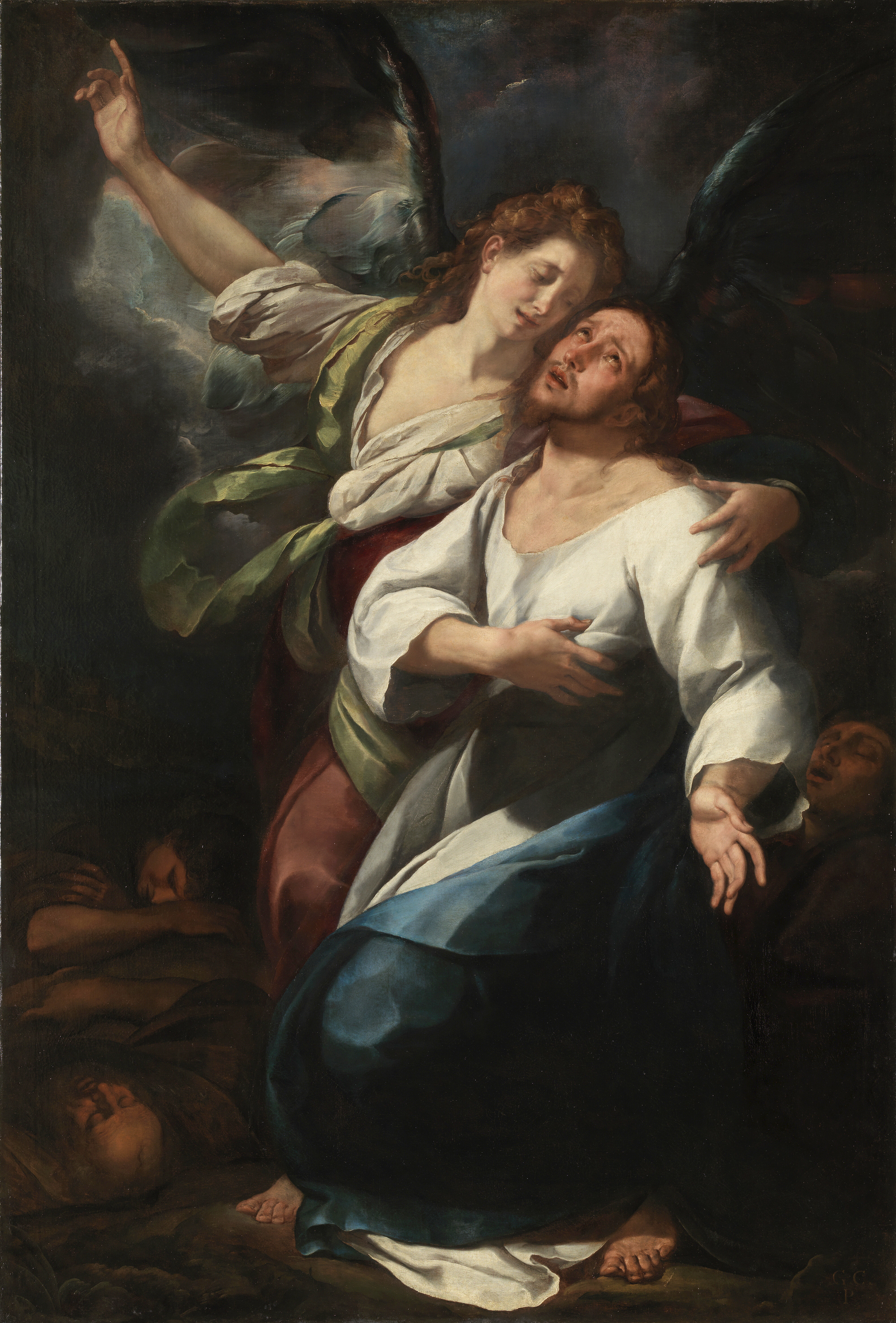
The Agony in the garden, 1616–1620, Museu do Prado, Madri.
The Mystical Marriage of Saint Catherine, Museus Reais de Belas-Artes da Bélgica
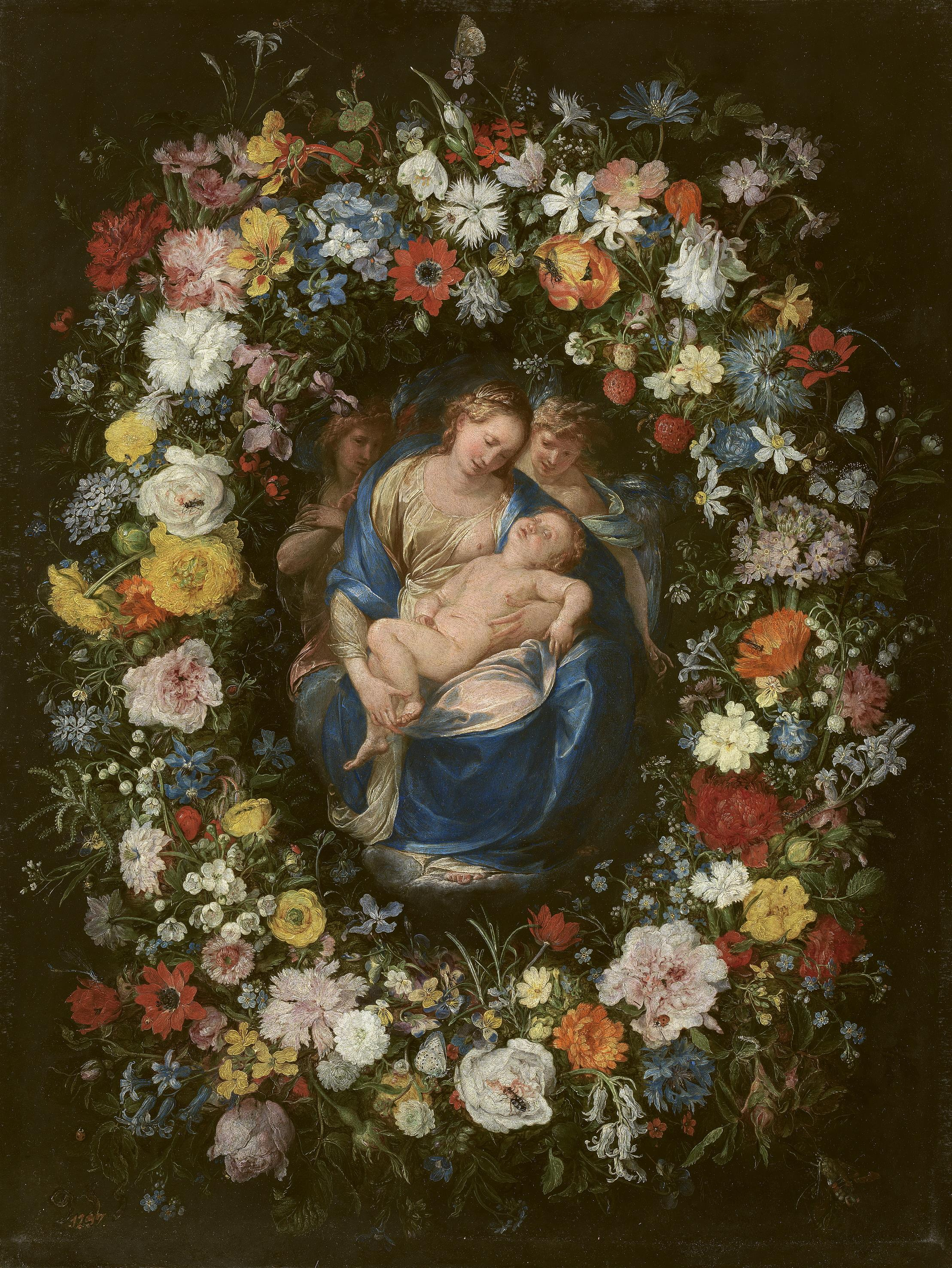
Guirlanda com a Virgem e o Menino e dois Anjos, em colaboração com Jan Brueghel, o Velho. c. 1619. Museu do Prado, Madri.

## referências
1. ↑  «Red Digital de Colecciones de Museos de España - Museos». ceres.mcu.es (em espanhol). Consultado em 7 de julho de 2021
2. ↑  «Garland with the Virgin and Child and two Angels - The Collection - Museo Nacional del Prado». www.museodelprado.es
3. ↑  «Garland with the Virgin and Child and two Angels - The Collection - Museo Nacional del Prado». www.museodelprado.es

- Wittkower, Rudolf (1993). «Art and Architecture Italy, 1600–1750». Pelican History of Art. 1980. [S.l.]: Penguin Books Ltd. pp. 98–102
- Procaccini exhibition.
- Domenico Sedini, Giulio Cesare Procaccini Arquivado em 2021-08-17 no Wayback Machine, online catalogue Artgate by Fondazione Cariplo, 2010, CC BY-SA.

 Media relacionados com Giulio Cesare Procaccini no Wikimedia Commons